# 강원대학교 중앙박물관
강원대학교 중앙박물관(江原大學校 中央博物館, Central Museum Kangwon National University)는 강원특별자치도 춘천시에 위치한 대한민국의 대학 종합 박물관이다. 2001년, 강원대학교에서 운영하는 강원대학교 박물관과 강원대학교 자연사박물관이 통합함에 따라 중앙박물관으로 명칭을 변경하였다.

## 전시
전시는 민속자료실, 고고역사실, 강원대학교역사관 등 3개의 자료실로 상설 전시되고 있다. 선사시대대 유물부터, 전체적인 한국사 유적에 관한 연구를 진행하고 있으며, 강원대학교역사관의 경우, 학교 역사 설명과 홍보의 장이 되고 있다.

### 전시실 배치
- 2층 : 강원대학교 역사관, 의병 사료실, 특별전시실
- 3층 : 고고역사실
- 4층 : 민속자료실

## 소장 유물 현황
- 국가 귀속 수탁 유물 : 7,127점
- 위탁 유물 : 477점
- 일반 소장 유물 : 9,273점
- 합계 : 16,877점

## 관람
- 관람 시간 : 10:00 ~ 17:00 (토요일, 법정 공휴일 휴관)
- 관람료 : 무료
- 강원대학교 춘천캠퍼스 내 위치

## 같이 보기
- 강원대학교
- 대한민국의 박물관과 미술관 목록